# Aamulehti
«А́амулехти» (Aamulehti с фин. — «Утренняя газета») — ежедневная газета Финляндии, выходящая в Тампере. Является третьей по популярности (после Helsingin Sanomat и Turun Sanomat) и второй по тиражу.

## История
Газета была основана в 1881 году, а первый номер увидел свет 3 декабря 1881 года.
Выходит ежедневно. На 2014 год тираж газеты составлял 106 842 экземпляра (в 2013—114 231 экз.).